# Hymn Pahangu
Allah Selamatkan Sultan Kami (Boże, chroń naszego Sułtana) – hymn malezyjskiego stanu Pahang. Jego kompozytorką jest Dorothy Lilian Sworder. Został przyjęty w wyniku konkursu przeprowadzonego w 1923 roku.
Tekst hymnu
Ya Allah Yang Maha Kuasa

Lanjutkan Usia

Duli Yang Maha Mulia

Dirgahayu Darul Makmur

Aman Dan Bahagia Sentiasa

Ya Allah Selamatkan

Duli Tuanku Raja Kami.